# Eduard Lingel

Eduard Lingel um 1900

Das Fabrikgelände an der Arnstädter Straße um 1900

Georg Michael Eduard Lingel (* 17. April 1849 in Königsberg in Franken; † 27. Februar 1922 in Hamburg) war ein deutscher Schuhfabrikant.

## Leben
Er wuchs als Sohn des Tuchmeisters Elias Lingel und seiner Frau Elenore in Königsberg auf. Sein Vater starb, als er knapp neun Jahre alt war. Seine Mutter Eleonore heiratete daraufhin den Kaufmann Christoph Friedrich Dreßler. Nach der Volksschulzeit in Königsberg zog Familie Dreßler-Lingel 1864 nach Schweinfurt um, wo Eduard Lingel Kaufmannslehrling in einem Barmer Textilbetrieb wurde. Er erlernte drei Fremdsprachen und erwarb juristische Kenntnisse. Mit 23 Jahren beschloss er, Unternehmer zu werden und ging nach Erfurt, weil sich dort bereits im ersten Jahrzehnt nach 1800 das Schuhmacherhandwerk in mehreren Betrieben entwickelt hatte, überwiegend durch Vergabe der Arbeiten an Heimarbeiter.
Im Haus „Zum Krummen Hecht“ am Fischersand 9 in der Erfurter Altstadt gründete er 1872 seinen ersten Betrieb in vier kleinen Produktionsräumen mit 5 Arbeitern. Bescheiden war auch die Maschinen-Ausstattung beim Start: eine Doppelstanze und eine Durchnähmaschine. Rund 50 Heimarbeiter waren zusätzlich in den Herstellungsprozess einbezogen, 36 Paar Stiefel schaffte man damals täglich. 1874 kaufte Eduard Lingel das Haus am Herrmannsplatz 5 und erweiterte seinen Werkstattbetrieb und hatte 300 Arbeiter dauernd beschäftigt.
Die Wende von der Handarbeit zur mechanischen Schuhfabrikation begann 1877/1878. Lingel orientierte sich an amerikanischem Vorbild und sandte eine Delegation von Fachleuten in die USA, die sich die dortigen modernsten Fertigungstechniken anschauen sollten, um sie später in Thüringen umzusetzen. Die Lingelschen Schuhe wurden nicht nur im gesamten Deutschen Reich verkauft, sondern auch nach Schweden, Holland, Nord- und Südamerika exportiert.
1886 wandelte er das bisherige Einzelunternehmen in eine OHG um und beschäftigte 600 Arbeiter zur Herstellung aller Sorten von Schuhen. Besonders erfolgreich waren hohe Schnürstiefel. 1887 zerstörte ein Feuer die gesamten Produktionsanlagen. Sie wurden schnell in vergrößerter Form wieder aufgebaut, so dass danach auf 50.000 Quadratmetern produziert werden konnten.
1898 wandelte er die OHG in eine Aktiengesellschaft um, was ihr die Möglichkeit zur weiteren Expansion brachte.
Im Ersten Weltkrieg beschränkte sich die Produktion auf Militärstiefel und Instandsetzung von gebrauchten. Die Aufhebung der Zwangswirtschaft nach Kriegsende im September 1919 förderte ganz erheblich die Produktion. Durch neue Modelle konnte der Weltruf der Lingel-Produkte wieder hergestellt werden.
Eduard Lingel heiratete zweimal und hatte einen Sohn aus zweiter Ehe. Seine Nachfahren leben noch in Erfurt. Schon am Anfang des Ersten Weltkrieges zog er sich aus der Geschäftsleitung zurück, machte aber noch als Privatier Geschäftsreisen und blieb bis zu seinem Tode am 27. Februar 1922 Aufsichtsratsvorsitzender des Lingel-Konzerns. Er lebte als Witwer zuletzt in Hamburg.

## Nachwirkung

Aktie der Fa. Lingel

Bei seinem Tod 1922 produzierte das Unternehmen mit 2200 Angestellten zwei Millionen Paar Schuhe im Jahr und gehörte zu den bedeutendsten Schuhfabriken Deutschlands.
Während des Zweiten Weltkrieges wandelte sich die Firma Lingel wieder zu einem Rüstungsbetrieb um und lieferte unter anderem beheizbare Fliegerstiefel.
Die schwierigen Kriegsverhältnisse bewältigte das Unternehmen ohne größere Schäden. Schon kurze Zeit danach konnte wieder mit der Schuhherstellung begonnen werden. Allerdings fehlte es an Rohstoffen und Technik. 1200 Maschinen fielen der Demontage zum Opfer, gefolgt vom Abtransport in die Sowjetunion.
1948 ging die Lingel-Fabrik in Volkseigentum über. Gemeinsam mit der Fabrik Hess entstand der VEB Schuhfabrik Thuringia. Nach weiteren Zusammenschlüssen einige Jahre später erhielt der Betrieb 1952 den Namen VEB Schuhfabrik Paul Schäfer, benannt nach einem ehemaligen Mitarbeiter des Unternehmens. Paul Schäfer wurde KPD-Politiker und 1938 in Moskau hingerichtet.

In den 1970er Jahren wurde mit der Modernisierung der überalterten Bausubstanz begonnen. Ein Jahrzehnt später setzte die computergestützte Produktion ein. Qualität und Angebot verbesserten sich im Laufe der Jahre. Dies wurde auch über die ostdeutschen Grenzen hinaus bekannt. So erhielt der westdeutsche Hersteller Salamander Waren aus dem Erfurter Betrieb. 

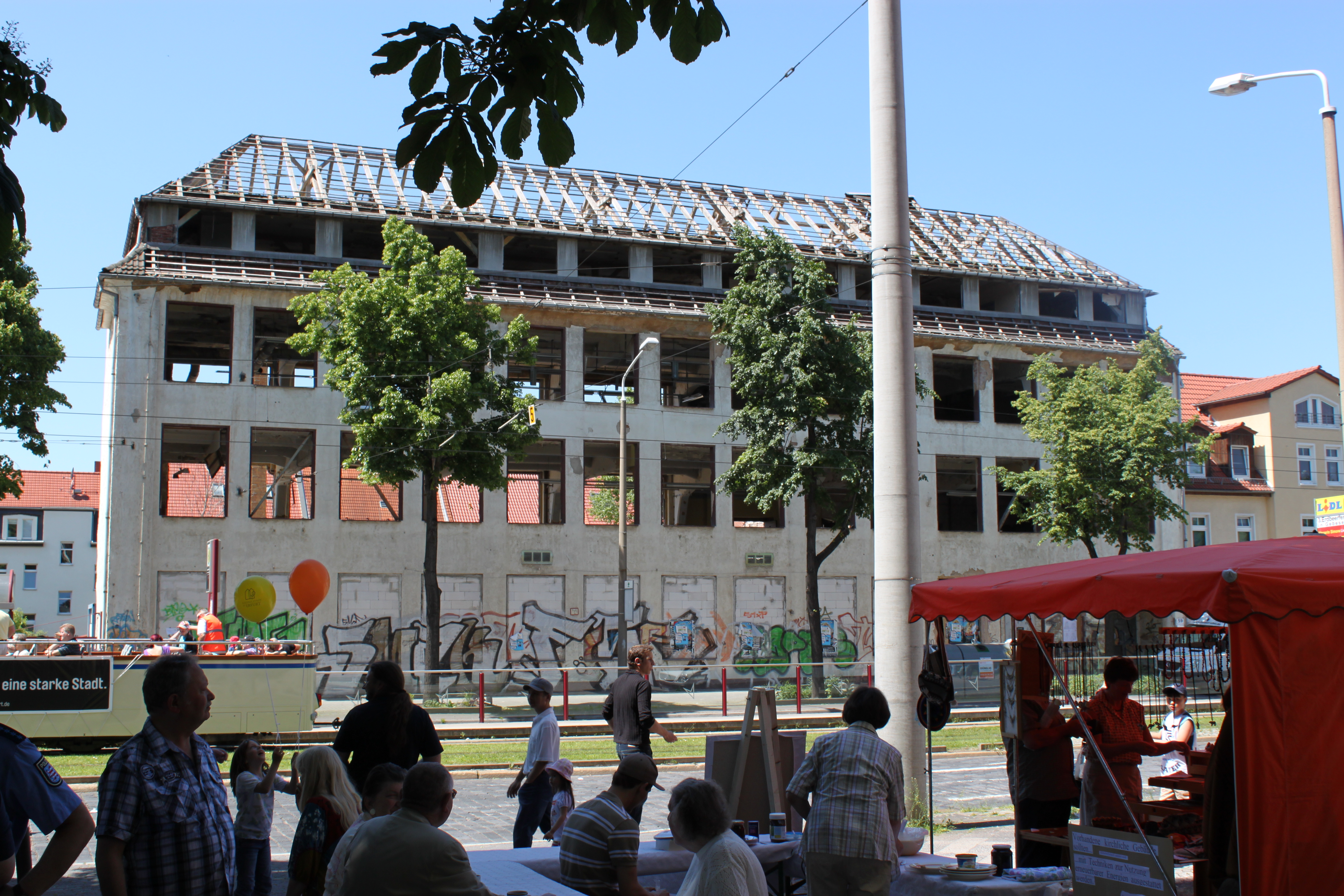
Ehem. Fabrik Magdeburger Allee 59

Ende der 1980er Jahre umfasste die Schuhfabrik Paul Schäfer zwölf Werke mit 28 territorial getrennten Produktionsstätten. Nach der Wende wurde das Unternehmen als Lingel GmbH neugegründet, konnte sich jedoch nicht an die veränderte Situation anpassen. Mit der Liquidation der Firma 1992 missglückte der Versuch, an den alten Ruf des Namens Lingel anzuknüpfen.
Die historischen Fabrikgebäude an der Arnstädter Straße wurden im Jahr 2000 restlos abgerissen. Die ehemalige Fabrik an der Magdeburger Allee 59 wurde 2009 zum Teil abgerissen, das straßenbegleitende Gebäude aus den 20er Jahren blieb zuerst eine Ruine ohne Dachdeckung und wurde 2011 abgerissen. Noch im Jahre 2019 ist das gesamte ehemalige Firmengelände eine unbebaute Brachfläche.

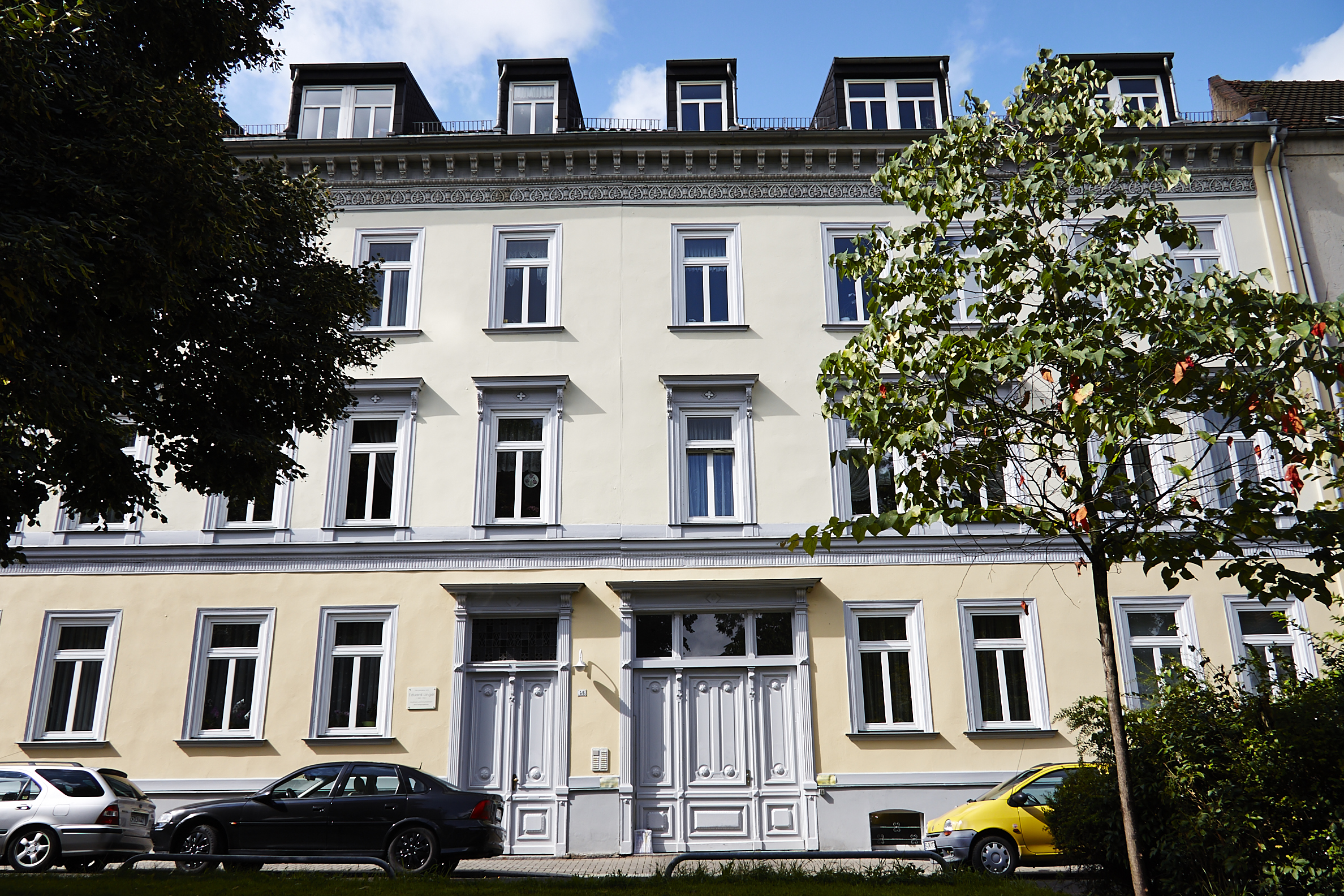
Erfurt, Herrmannsplatz 5 und 6, hier gründete 1874 Eduard Lingel eine Fertigungsstelle

## Ehrungen
- Die Eduard-Lingel-Straße in seiner Geburtsstadt Königsberg in Bayern wurde nach ihm benannt.